# Primula cuneifolia
Primula cuneifolia là một loài thực vật có hoa trong họ Anh thảo. Loài này được Ledeb. miêu tả khoa học đầu tiên năm 1815.

## Hình ảnh

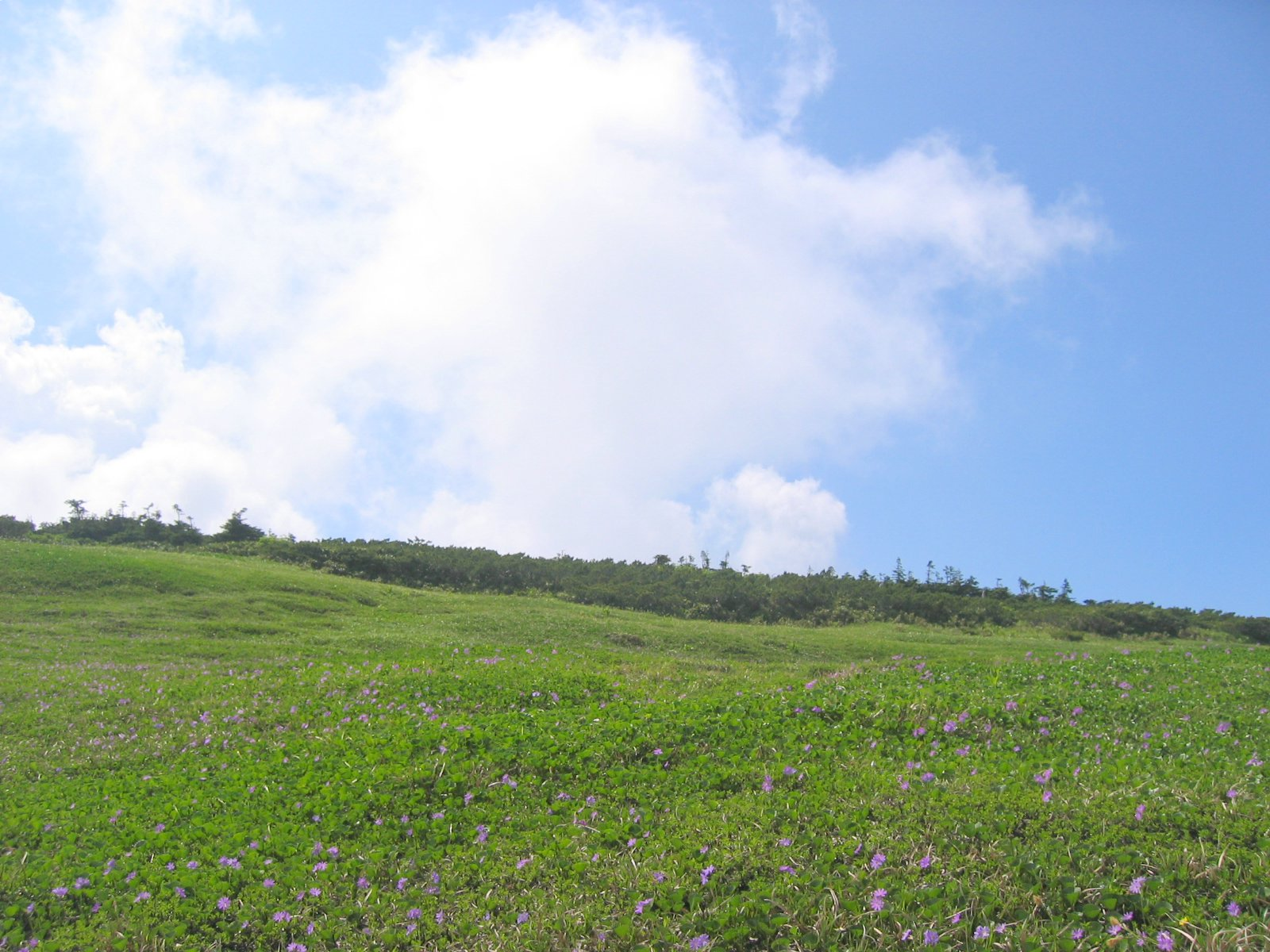
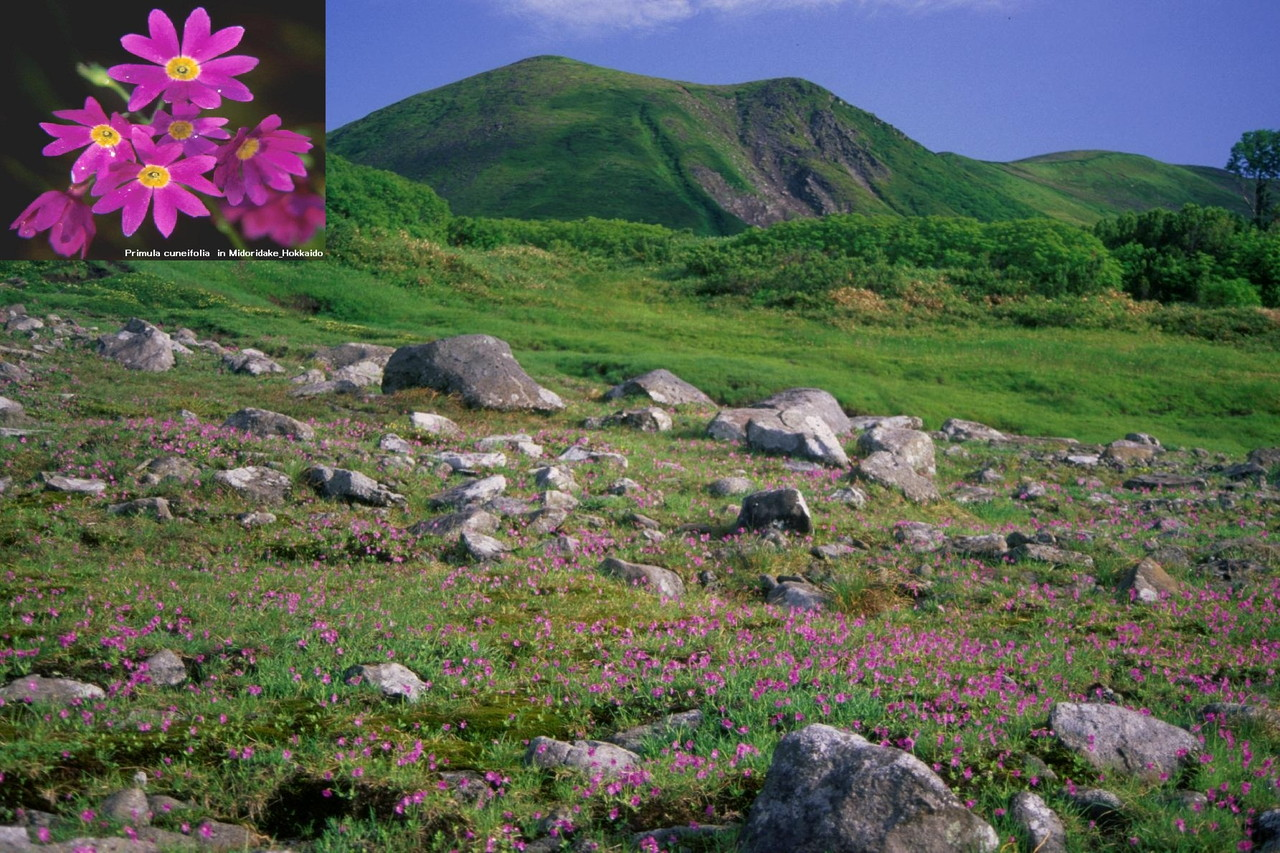
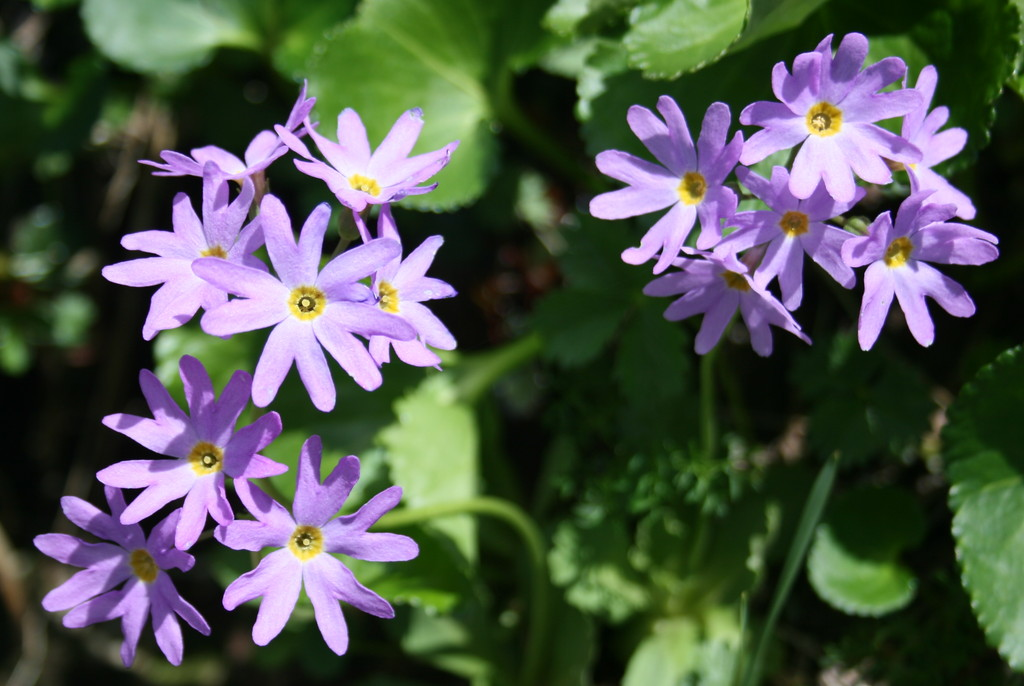
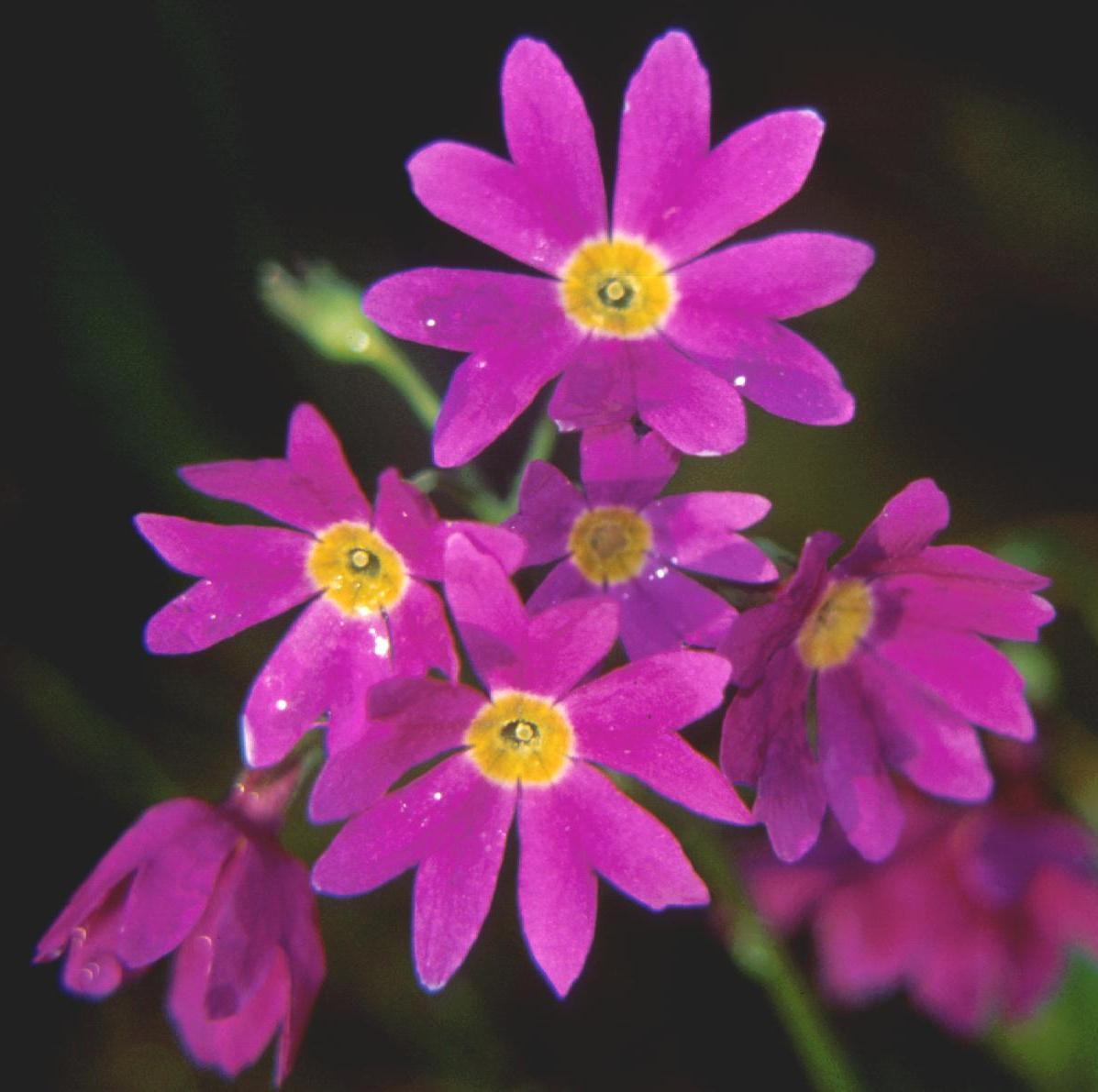